# NGC 3732
NGC 3732 (другие обозначения — MCG -2-30-5, IRAS11316-0934, PGC 35734) — галактика в созвездии Чаша.
Этот объект входит в число перечисленных в оригинальной редакции «Нового общего каталога».
Галактика NGC 3732 входит в состав группы галактик MCG -2-30-14. Помимо NGC 3732 в группу также входят NGC 3779, NGC 3892, MCG -2-30-14 и MCG -2-30-27.
Ядро галактики показывает интенсивные спектральные эмиссионные линии [O III].